# Jean Audet
Pour les articles homonymes, voir Audet.
Jean Audet, né le 7 mai 1956 à Frampton, est un homme d'affaires et homme politique québécois.
Il est le député à l'Assemblée nationale du Québec de la circonscription de Beauce-Nord de 1985 à 1994 sous la bannière du Parti libéral du Québec.
Depuis novembre 2021, il est maire de la municipalité de Frampton.

## Biographie

### Jeunesse et formation
Né le 7 mai 1956 à Frampton, Jean Audet est le fils de Raymond Audet, agent immobilier, et de Denise Baillargeon, commis bancaire.
Il étudie en administration à l'Université Laval. En 1980, il fonde l'hebdomadaire Beauce Média. À compter de 1983, il devient président-directeur général du groupe Beauce-Média, qui compte quatre journaux et publications. Il devient par la suite directeur général et vice-président aux ventes nationales pour les hebdos de la rive sud de Québec après l'acquisition de Beauce-Média par Québecor en 1985. Il est ensuite consultant en matière de presse régionale pour Québecor.

### Carrière politique
Candidat du Parti libéral du Québec lors des élections de décembre 1985, il est élu député à l'Assemblée nationale du Québec dans la circonscription de Beauce-Nord avec 54,1 % des voix, battant le député péquiste sortant, Adrien Ouellette. Il est réélu en 1989 avec 61,1 % des voix, mais ne se représente pas en 1994.

### Vie après la politique
Jean Audet retourne dans le milieu des affaires suite à son passage en politique. Il devient président-directeur général de Dufour et Lapointe de 1994 à 1999. De 2001 à 2004, il est consultant en communication stratégique et conseiller principal pour le cabinet de relations publiques National. Il est par la suite directeur des ressources matérielles et des restaurants de l'Assemblée nationale du 17 juin 2004 au 11 avril 2011, date de sa nomination à titre de vice-président aux services à la clientèle de Services Québec. Au ministère de l'Emploi et de la Solidarité sociale, il est directeur général des relations avec la clientèle de Services Québec à partir de 2013, puis est nommé sous-ministre adjoint aux relations avec la clientèle en 2014. En 2016, il devient sous-ministre adjoint responsable de la révision, du recouvrement et de la conformité.

### Retour à la vie politique
En 2021, Jacques Soucy, maire de Frampton depuis 13 ans, décide de ne pas se représenter aux élections de novembre. Devant ce départ, Jean Audet confirme le 7 août 2021 son intention de se porter candidat à sa succession. Il est élu maire lors des élections du 7 novembre 2021 avec 81.12 % des voix.

## Publications
En 1988, il publie La forêt privée : un potentiel à développer.

## Résultats électoraux
|                                                                                             | Nom                  | Parti                        | Nombre de voix | %      | Maj.  |
| ------------------------------------------------------------------------------------------- | -------------------- | ---------------------------- | -------------- | ------ | ----- |
|                                                                                             | Jean Audet (sortant) | Libéral                      | 13 660         | 61,1 % | 6 094 |
|                                                                                             | Hugues Labbé         | Parti québécois              | 7 566          | 33,9 % | -     |
|                                                                                             | Jean-Marc Plante     | NPD Québec                   | 672            | 3 %    | -     |
|                                                                                             | Paul Emile Grondin   | Parti indépendantiste (1985) | 449            | 2 %    | -     |
| Total                                                                                       | Total                | Total                        | 22 347         | 100 %  |       |
| Le taux de participation lors de l'élection était de 76 % et 434 bulletins ont été rejetés. |                      |                              |                |        |       |

|                                                                                               | Nom                        | Parti                        | Nombre de voix | %      | Maj.  |
| --------------------------------------------------------------------------------------------- | -------------------------- | ---------------------------- | -------------- | ------ | ----- |
|                                                                                               | Jean Audet                 | Libéral                      | 19 418         | 54,1 % | 4 855 |
|                                                                                               | Adrien Ouellette (sortant) | Parti québécois              | 14 563         | 40,5 % | -     |
|                                                                                               | Michel Cliche              | Indépendant                  | 1 250          | 3,5 %  | -     |
|                                                                                               | Pauline Bouffard           | Parti indépendantiste (1985) | 519            | 1,4 %  | -     |
|                                                                                               | André La Haye              | Socialisme chrétien          | 167            | 0,5 %  | -     |
| Total                                                                                         | Total                      | Total                        | 35 917         | 100 %  |       |
| Le taux de participation lors de l'élection était de 79,7 % et 478 bulletins ont été rejetés. |                            |                              |                |        |       |